# Henri Thulié
Jean Baptiste Henri Thulié, dit Henri Thulié, né à Bordeaux le 30 juillet 1832 et mort le 16 janvier 1916 à Paris, est un médecin, écrivain, franc-maçon et homme politique français. 
Il fut président du Conseil municipal de Paris, rédacteur pendant plusieurs années de la revue créée par Gabriel de Mortillet, auteur de Dressage des jeunes dégénérés ou Orthophrénopédie et grand-maître du Grand Orient de France.

## Biographie

### Sous le Second Empire
Né à Bordeaux en 1916, Henri Thulié est élevé par sa mère, veuve d'un officier supérieur. Après avoir réalisé sa scolarité dans sa ville natale, en 1848, il rejoint le mouvement républicain. Ayant déménagé à Paris en 1854 pour compléter son éducation après avoir publié quelques écrits en province, il se met à fréquenter des personnalités du monde artistique comme Gustave Courbet et Champfleury. En 1856, il publie avec des amis le journal Le Réalisme dans lequel il écrit des articles sous différents pseudonymes. S'intéressant au sciences naturelles, il se fait recevoir comme élève à l'école de médecine puis docteur spécialisé dans les maladies mentales. Après trois années d'internat dans la maison d'aliénés de Charenton, il termine ses études en 1865 avec une thèse sur le délire aigu sans lésions. Devenu entre temps un opposant au Second Empire, il participe à la création du journal athée et matérialiste La Pensée nouvelle avec Louis Asseline, Auguste Coudereau, etc. et collabore au Courrier français de Georges Duchêne.  
Pendant la  guerre de 1870, il est nommé chirurgien du 38ème bataillon de marche. 

### Sous la Troisième république
Il est élu conseiller municipal  et préside le conseil municipal de Paris en 1874, 1878 et 1880. Patriote et anticlérical, il participe à des congrès féministes et soutient les actions pour autoriser la crémation.
Athée et en tant que scientifique, il soutient des idées qui rejettent toute métaphysique. Il cofonde une nouvelle discipline, la psychophysiologie. Il fonde la revue de l'école d'anthropologie de Paris.  Il est nommé vice-président du Conseil supérieur de l’assistance publique et membre de la commission des asiles d'aliénés. Il écrit en 1900 un ouvrage sur la rééducation des jeunes délinquants. Le Dr Désiré-Magloire Bourneville est son ami et comme lui franc-maçon.

## Franc-maçonnerie
Henri Thulié est initié en franc-maçonnerie au sein de la loge Alsace-Lorraine le 12 décembre 1872 appartenant au Grand Orient de France. Il crée à Paris la loge « Les Maçons réunis » qui prend à sa demande, en 1887, le nom de « Le Matérialisme scientifique ». Sa loge cesse de fonctionner en 1892 et il reste affilié à sa loge d'origine. Il est élu en 1878 au conseil de l'ordre et y fait plusieurs mandats. Il participe à la rédaction des rituels avec Louis Amiable dans une orientation positiviste. Il est élu à la présidence du conseil de l’ordre en septembre 1889 jusqu'en 1892 et réélu en 1893 et 1894 mais ne termine pas son dernier mandat pour cause de santé défaillante. Sous sa présidence sont fondés une caisse de secours et de prévoyance pour les francs-maçons et un fond pour la propagation des idéaux de l'ordre .

## Ouvrages principaux
- La coalition cléricale, Paris, Librairie du suffrage universel, 1875 (lire en ligne).
- La Folie et la loi, Paris, Librairie Centrale, 1866 (lire en ligne).
- Dressage des jeunes dégénérés ou Orthophrénopédie, Paris, Félix Alcan, 1900 (lire en ligne).
- Eloge funèbre de maçons éminents, Paris, Grand Orient de France, 1892 (lire en ligne).